# Avantika Vandanapu
Avantika Vandanapu (även benämnd enbart Avatika), född 25 januari 2005, är en amerikansk skådespelare.
Vandanapu har bland annat medverkat i TV-serien Mira: Kunglig detektiv. Hon har även medverkat i filmerna Senior Year och Mean Girls.

## Filmografi (i urval)
- 2020–2022 – Mira: Kunglig detektiv (TV-serie)
- 2022 – Senior Year
- 2024 – Mean Girls
- 2024 – Tarot